# Cenacolo della Calza

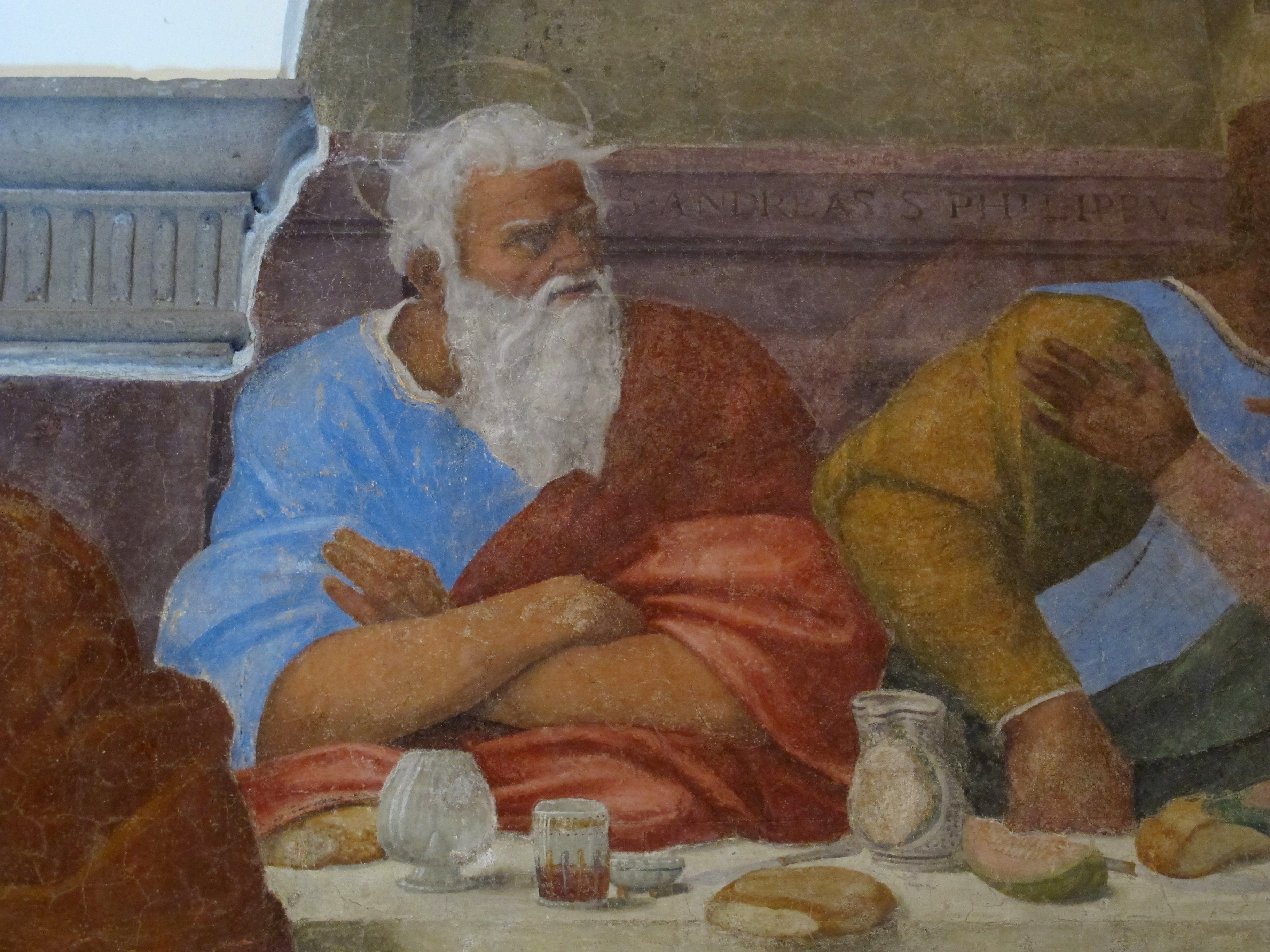
Sant'Andrea

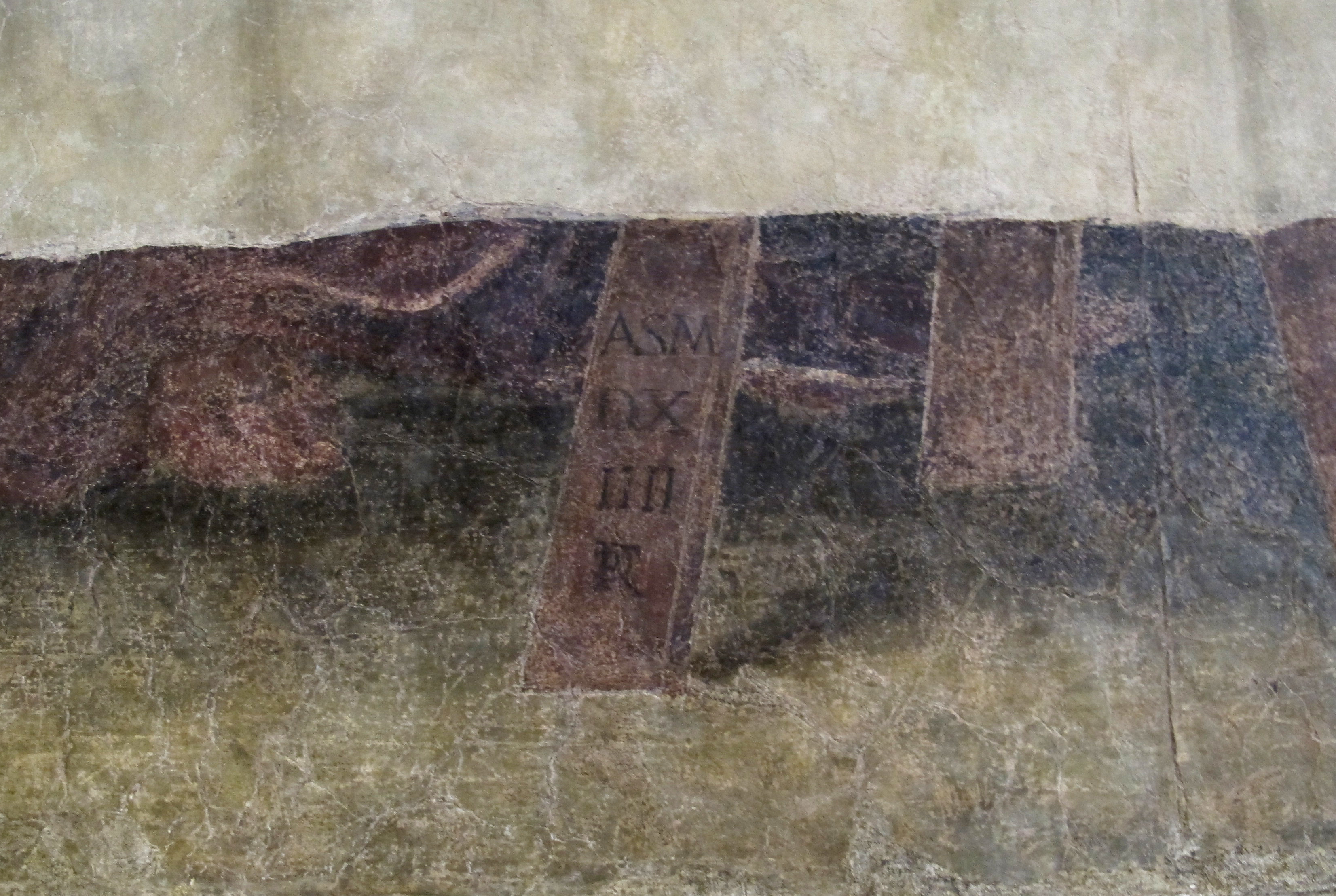
La data e la firma

Il Cenacolo della Calza è un affresco (220 × 180 cm) del Franciabigio, datato al 1514 e conservato nell'ex-monastero di San Giovanni della Calza a Firenze.

## Storia
Ricordato da Vasari, è il primo (e pressoché unico) cenacolo fiorentino che tenga conto della rivoluzionaria Ultima Cena di Leonardo da Vinci a Milano, opera nota fin da subito attraverso la circolazione di copie e incisioni. Non sono documentati infatti viaggi dell'artista a Milano.
Oltre che dal monogramma dell'artista, su una gamba di uno sgabello (dove si trova anche la data), l'attribuzione all'artista è avvalorata da precisi raffronti con altre opere dell'artista, come la testa e i piedi nel contemporaneo Ritratto di un cavaliere di Malta nella National Gallery di Londra.

## Descrizione e stile
In una stanza dipinta che dialoga con la reale architettura del refettorio, l'Ultima cena è rappresentata sulla parete di fondo con la tavola degli apostoli. Le finestre della parete di fondo sono aperte, con le ante che sono proiettate in avanti con notevole capacità prospettica, a rivelare scorci di una via cittadina come poteva essere all'epoca la strada dove si trovava il convento: vi si vedono dei palazzi (vicino ai colombi appollaiati), una porta (verosimilmente l'antica Porta Romana, antistante il convento) e una veduta delle mura che si inerpicano tra le colline, come doveva essere la zona di Boboli e del Poggio Imperiale ben prima delle trasformazioni medicee. Attenta è la resa luminosa tra l'interno, in ombra, e l'esterno.
Al centro sta Gesù, circondato dagli apostoli che si interrogano sulla sua affermazione che uno di loro, quella notte, lo tradirà. Se Giovanni appare addormentato come al solito (sulla spalla di Gesù, a sinistra), Pietro a destra si solleva interrogativo, alzando il dito. Ancora più sorpreso è Giuda che, situato ancora da solo dalla parte del tavolo verso lo spettatore, si alza repentinamente lasciando quasi cadere lo sgabello indietro e rovesciando la saliera con il braccio.
Gli apostoli ai lati si indicano l'un l'altro, scambiandosi intensi sguardi e gesti, e raggruppandosi alle estremità a gruppi di tre, proprio come nel modello vinciano, e talvolta alzandosi in piedi. La loro massa corporea appare talvolta dilatata e accesa da un forte chiaroscuro, che riecheggia la possanza di Michelangelo, magari filtrata dai primi manieristi fiorentini. Ciò appare ad esempio evidente nel sant'Andrea (i nomi di ciascuno sono inseriti sulla spalliera), che incrocia le braccia muscolose, accentuato nella tridimensionalità dai brillanti colori del panneggio.